# 10 złotych wzór 1989
10 złotych wzór 1989 – moneta dziesięciozłotowa, wprowadzona do obiegu 28 grudnia 1988 zarządzeniem prezesa Narodowego Banku Polskiego z 10 grudnia 1988 r. (M.P. z 1988 r. nr 35, poz. 325), wycofana z dniem denominacji z 1 stycznia 1995 roku, rozporządzeniem prezesa Narodowego Banku Polskiego z dnia 18 listopada 1994 (M.P. z 1994 r. nr 61, poz. 541).
Monetę bito w latach 1989 i 1990.

## Awers
W centralnym punkcie umieszczono godło – orła bez korony, poniżej rok bicia, pod łapą orła znak mennicy w Warszawie, dookoła napis „POLSKA RZECZPOSPOLITA LUDOWA”.

## Rewers
Na tej stronie monety znajduje się napis „10 ZŁOTYCH”.

## Nakład
Mennica Państwowa biła monetę w mosiądzu manganowym MM-59 na krążku o średnicy 22 mm, masie 4,27 grama, z rantem ząbkowanym. Projektantami byli:
- Stanisława Wątróbska-Frindt (awers) oraz
- Ewa Tyc-Karpińska (rewers).

Nakłady monety w poszczególnych latach przedstawiały się następująco:
| Rocznik         | Nakład (sztuk) | Uwagi                                                           |
| --------------- | -------------- | --------------------------------------------------------------- |
| 10 złotych 1989 | 80 800 000     | istnieją monety wybite stemplem lustrzanym1 (nakład 5000 sztuk) |
| 10 złotych 1990 | 106 892 000    | istnieją monety wybite stemplem lustrzanym (nakład 5000 sztuk)  |

gdzie: 1 – bicia stemplem lustrzanym wykonano w Mennicy Państwowej na początku lat 90. XX w. w ramach emisji zestawów rocznikowych monet PRL z lat 1979, 1980, 1981, 1982, 1986, 1987, 1988, 1989, 1990

## Opis
W stosunku do dziesięciozłotówki wzór 1984 zmianie uległ materiał, natomiast redukcji średnica oraz masa monety.
Ikonografia rewersu w swojej stylizacji nawiązuje do dwudziestozłotówek wzór 1984 i 1989, jak również do pięćdziesięciozłotówki 1990 i stuzłotówki 1990.
Moneta z roku 1990, mimo zmiany z dniem 1 stycznia 1990 r. nazwy państwa na Rzeczpospolita Polska i godła na orła w koronie, miała stary awers, a więc z napisem „POLSKA RZECZPOSPOLITA LUDOWA” oraz orła bez korony.

## Wersje próbne
Istnieje wersja tej monety należąca do serii próbnej w niklu (1989) z wypukłym napisem „PRÓBA”, wybita w nakładzie 500 sztuk, oraz wersja próbna technologiczna w mosiądzu, z napisem „PRÓBA”, wybita w nieznanym nakładzie.